# Allativ
Allativ eller tilform (latin: allativus) er en grammatisk kasus, der bruges til at angive en bevægelse hen mod et sted eller en person. Substantiver, adjektiver og pronomener kan på en række sprog stå i allativ.
Allativ kendes på baskisk, finsk,
estisk, ungarsk og grønlandsk m.fl.
Allativ er det modsatte af (separativ) ablativ, der betegner fjernelse.
Allativens funktion varetages i mange sprog af et præpositionsled, fx på dansk til Rom. På latin brugtes her en retningsakkusativ: Romam.  I den modsatte kasus, ablativ, har vi på latin Romā = fra Rom.